# Jaroslav Vacek (indolog)
Jaroslav Vacek (26. června 1943 v Litostrově u Brna – 23. ledna 2017) byl indolog, mongolista, epigrafik, lingvista, tvůrce učebnic, vedoucí Ústavu Jihovýchodní Asie FF UK. Několik let byl děkanem  Filozofické fakulty Univerzity Karlovy, působil rovněž jako prorektor Univerzity Karlovy. Byl členem Orientálního ústavu Akademie věd a Pražského lingvistického kroužku.

## Život
Narodil se roku 1943 v Litostrově u Brna do rodiny lesního úředníka původem z jižních Čech. Na Třeboňsko se celá rodina vrátila v jeho předškolním věku.Od raného věku se věnoval cizím jazykům, měl v tom podporu rodiny i své soukromé lektorky, která ho vedla k většímu zájmu o cizí země i za pomoci dostupné četby. Po skončení středoškolského vzdělání uměl německy, francouzsky, anglicky a základy španělštiny. 

## Studium
Vzhledem ke svým studijním předpokladům byl přijat v roce 1960 na Filozofickou fakultu Univerzity Karlovy i bez stranické příslušnosti na obory angličtina a hindština. Byl ovlivněn zejména osobnostmi Pražského lingvistického kroužku, kde se sdružovali i indologové Kamil Zvelebil, Odolen Smékal a Ivo Fišer či polyglot Bohumil Trnka.
Jeho studijní ročník byl nucen změnit specializaci na tamilštinu, Vacek se však mohl odborně zaměřit i na hindštinu, neb byl považován za případného nástupce a pokračovatele vědecké práce profesora Pořízka. Studia ukončil s vyznamenáním v roce 1965 ve specializaci tamilština a sanskrt. Poté následovala jeho roční povinná vojenská služba. 

## Profesní činnost
V lednu 1967 začal pracovat jako asistent na Ústavu asijských studií a afrikanistiky, na podzim téhož roku po rigorózní zkoušce se stal doktorem filozofie a obdržel dnes tzv. malý doktorát.
Po Pražském jaru v roce 1968 a následných politických změnách se dostal do problémů, ale dokázal ještě dokončit kandidátskou disertaci v roce 1972. Obhajoba se již neuskutečnila z politických důvodů, jeho vědecká kariéra byla pozastavena, měl zakázané vědecké stáže v zahraničí. Kandidátskou práci mohl obhájit až v roce 1979, kdy kvůli změně zahraniční politiky došlo k potřebě založení a rozvoje mongolistiky. To mu bylo nařízeno jako podmínka setrvání na univerzitě i přes neznalost mongolistiky a ačkoliv byli k dispozici specialisté na mongolistiku například v Orientálním ústavu. Vacek však nebyl sinolog, což mohlo být rozhodujícím faktorem kvůli sovětsko – čínské roztržce a následné podpoře Mongolska ze strany Sovětského svazu a východního bloku. 

##### Mongolistika
Vzhledem ke svému odbornému zaměření směřoval Vacek coby vedoucí obor zejména na filologii. Polyglot Vacek se měl mongolsky naučit za necelý rok, součástí byla i stáž v Mongolsku, kde vyučoval sanskrt. Jeho učitelem a pozdějším kolegou se stal Džudgerín Luvsandordž, s nímž začal sepisovat učebnici mongolštiny. Luvsandorž získal povolení učit na Karlově univerzitě a společně s Vackem sepsali sérii učebnic mongolštiny. Oba společně dokázali nakombinovat  metodu výuky tohoto jazyka spočívající v lingvistické strukturní analýze větných vzorců s jejich slovními obměnami a memorováním, což bylo pro mongolštinu novátorské. Jejich učebnice hovorové mongolštiny byla přeložena do angličtiny a používá se nejen v anglicky mluvících zemích, ale i na Mongolské státní univerzitě, kde podle ní vyučují zahraniční studenty. A naopak tam se stále vyučuje i čeština.

##### Indologie
Poté bylo v roce 1979 bylo profesoru Vackovi povoleno vycestovat do Indie, kde se začal opět věnovat tamilštině a pokračoval v původním česko-indickém vědeckém projektu, ve výzkumu se zaměřoval jak na lingvistiku, tak i na literaturu. 

## Činnost po sametové revoluci
Po sametové revoluci v roce 1989 se stal vedoucím Ústavu asijských studií a afrikanistiky, jenž se vzápětí rozdělil na pracoviště dle oblastí výzkumu – sekce pro Indii, Dálný Východ a Blízký Východ společně s Afrikou. Mongolistika náležela pod indologii, později se vytvořila sekce tibetanistiky. Indologie se zaměřovala nejen na výuku tamilštiny a bengálštiny, ale i romštiny. 
V roce 1991 se Vacek úspěšně habilitoval, poté odjel v roce 1992 na půlroční pracovní stáž do Berlína. V roce 1993 se stal profesorem. Nadále jezdil vyučovat do Německa. Vzhledem ke svým jazykovým schopnostem a kontaktům v zahraničí byl v letech 1993-1997 prorektorem pro zahraniční vztahy, stál u zrodu programu Erasmus na Univerzitě Karlově, i když první Erasmus studenti začali vyjíždět až v roce 1998. V roce 2003 – 2006 byl děkanem Filozofické fakulty Univerzity Karlovy.

## Založené časopisy

##### Mongolo-Tibetica Pragensia
Profesor Vacek založil odborný časopis věnovaný mongolistiky, jenž vychází od roku 2001, nyní pod názvem Mongolica Pragensia 

##### Pandanus
Odborný časopis zaměřený na indickou literaturu, je vydáván od roku 2002.

## Vybraná ocenění
- Zlatá medaile Univerzity Karlovy (1997)
- Medaile přátelství udělená mongolským prezidentem Cachjagínem Elbegdordžem (2010)[10]

## Hlavní odborný výzkum
- Epigrafie - výzkum v oblasti protoindických nápisů (1967-1970)
- Tamilština – morfologie a literatura (1970-2014)
- Indické jazyky a proto-indické kultury (1970-2001)
- Mongolistika – příručky pro výuku jazyka (1978-2004)[10]